# Victor-Auguste Poulain
Vous lisez un « article de qualité » labellisé en 2018.
Pour les articles homonymes, voir Poulain (homonymie).
Victor-Auguste ou plus simplement Auguste Poulain est un confiseur et chocolatier français, né le 11 février 1825 à Pontlevoy (Loir-et-Cher) et mort le 30 juillet 1918 à Blois. Il est le fondateur de Chocolat Poulain, une des plus anciennes marques de chocolat en France.
Issu d'une famille de paysans originaire de Pontlevoy, Victor-Auguste Poulain est un enfant de constitution chétive, ce qui pousse ses parents à le scolariser plutôt qu'à l'envoyer travailler dans les champs. À neuf ans, il quitte sa famille et trouve un emploi de commis dans une épicerie de Bléré, en 1834, puis un autre à Blois, en 1836. À l'âge de 12 ans, il quitte cependant le Val de Loire pour Paris, où il est embauché dans une épicerie de luxe, Au Mortier d'argent. Il y découvre le cacao et travaille durement afin d'économiser pour ouvrir sa boutique en province.
En 1847, Victor-Auguste Poulain fonde sa première épicerie à Blois. Quelques mois après, il épouse Pauline Bagoulard, qui le seconde ensuite dans ses activités professionnelles, et embauche un premier employé pour l'aider à fabriquer son chocolat. Ayant créé sa marque en 1848, Victor-Auguste Poulain ne cesse de faire croître sa société, en déposant des brevets de préparation (1852), en mécanisant sa production (1855) et en participant à de multiples expositions, où son travail est régulièrement primé (à partir de 1858).
En 1862, Victor-Auguste Poulain ouvre finalement son usine, la Villette, sur un terrain stratégiquement situé entre la gare et le château de Blois. Cette usine emploie bientôt une trentaine de personnes et produit plusieurs centaines de tonnes de chocolat, sous forme de poudre, de tablettes, de bouchées ou de préparations pour petit déjeuner. En 1872, il implante, au milieu de ses entrepôts, un petit château qui lui permet de surveiller la production.
Devenu conseiller municipal et maire intérimaire de Blois pendant la guerre franco-prussienne de 1870, Victor-Auguste Poulain est élu conseiller général du canton d'Herbault de 1874 à 1886. Il s'éloigne alors de la production en y associant son fils, Albert Poulain. En 1880, il cède définitivement la société à ce dernier mais garde pour résidence principale le château de la Villette. Il meurt en juillet 1918, après avoir assisté à la vente de la société Poulain par son fils en 1897 et à l'incendie d'une grande partie de son ancienne usine deux semaines avant son décès.

## Biographie

### Enfance et formation
Victor-Auguste Poulain naît le 11 février 1825, à six heures du matin, à la ferme des Bordes, dépendante du château du même nom, à Pontlevoy, en Sologne, dans le département de Loir-et-Cher. Il est le dernier des dix enfants, dont sept ont survécu, d'un couple de paysans, Bruno-François Poulain (1787-1848) et son épouse née Jeanne-Élise Galloux (1788-1839),,. La famille, dont le nom s'orthographiait Poulin jusqu'à la fin du XVIIIe siècle, loue la ferme des Bordes depuis 1773 et Bruno-François Poulain en a pris la direction en 1823,. Ce dernier devient par la suite adjoint (1844-1846) puis maire de Pontlevoy (1846-1848).

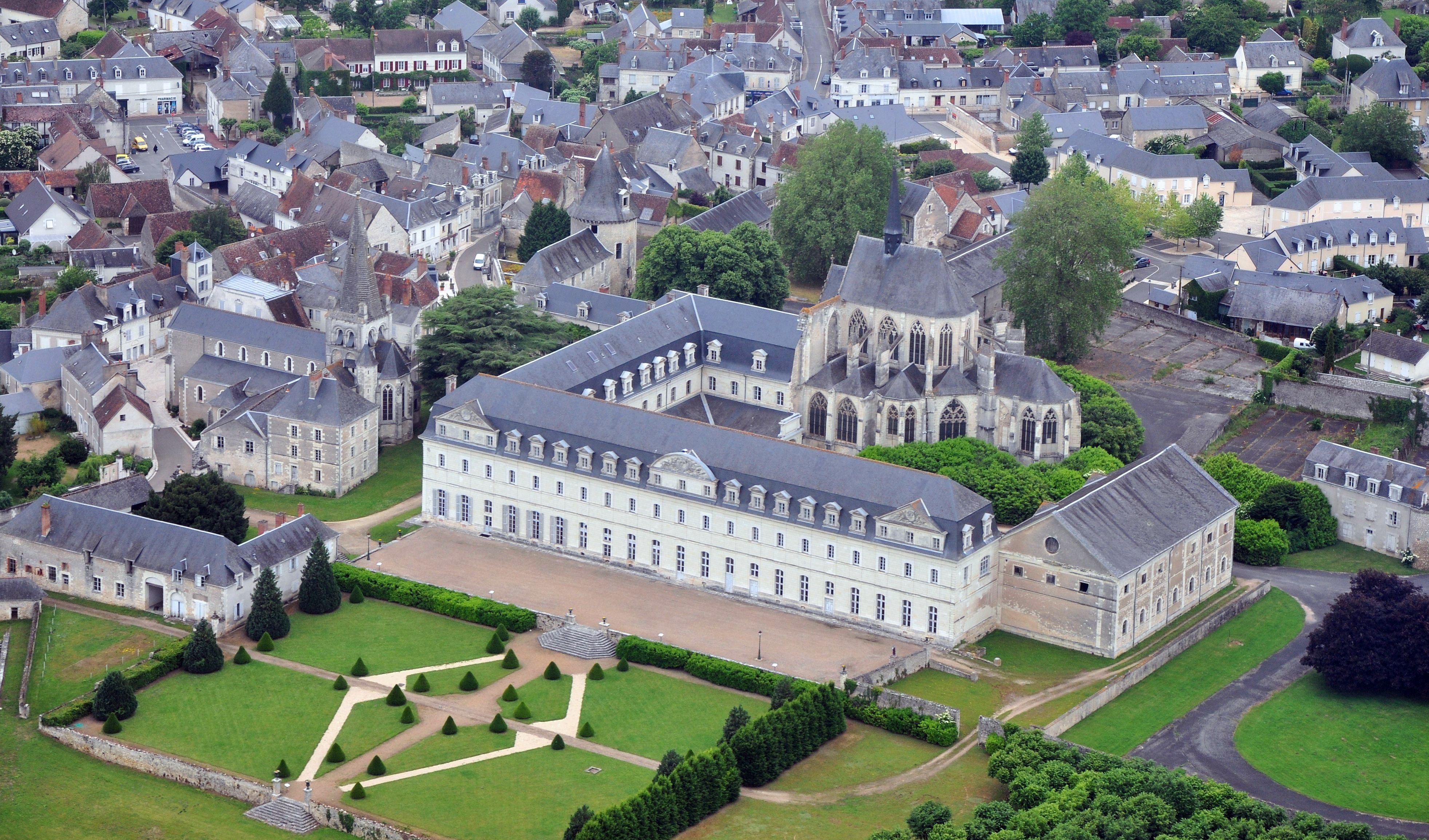
Vue de l'abbaye de Pontlevoy, à l'ombre de laquelle se situait l'école de la veuve Chiquet.

Tout jeune enfant, Victor-Auguste Poulain est chargé par ses parents d'emmener pacager les oies de la ferme familiale. Trop chétif pour partir travailler aux champs, il est néanmoins scolarisé, à l'âge de 6 ans, en 1831, auprès de Jeanne Perrault (1766-1841), veuve Chiquet, dont l'école est située face à l'abbaye de Pontlevoy. Il y apprend à lire, écrire et compter mais ses études coûtant trop cher (1,5 franc par mois plus des bûches pour chauffer l'école en hiver), il les interrompt à l'âge de 9 ans, en 1834,,,. 
Après une dispute avec sa mère, Victor-Auguste Poulain quitte sa famille avec une dizaine de sous en poche pour chercher du travail à Tours. Il s'arrête finalement à Bléré, où il est embauché comme commis dans l'épicerie de Pierre Minier, située place du marché-aux-légumes,,. Durant deux ans, de 1834 à 1835,, il y apprend à couler des bougies, à remplir des cornets et à garnir les étagères de la boutique. L'adolescent part ensuite à Blois, où il trouve un nouveau travail dans l'épicerie de M. Delagrange, de 1836 à 1837,.
À l'âge de 12 ans, en 1837, Victor-Auguste Poulain gagne finalement Paris, où il est embauché comme commis dans l'épicerie de luxe de M. Leguerrier, Au Mortier d'argent, grâce aux recommandations de la comtesse de Ribeyreys, propriétaire du château des Bordes,,. L'adolescent y découvre le cacao, qu'il apprend alors à travailler. Payé 30 francs par mois, auxquels s'ajoutent 3 francs par lot de 30 kg de chocolat fabriqués, Victor-Auguste économise les deux tiers de son salaire dans le but d'ouvrir son propre négoce,. Non content de ces efforts, il confectionne en cachette, après son service, des pantoufles en tapisserie et se fait engager, certains soirs, comme claqueur au théâtre de l'Ambigu-Comique. Tiré au sort pour servir sous les drapeaux en 1845, il est finalement exempté à cause de sa petite taille et de sa faible constitution. Il reste dans la capitale jusqu'à l'âge de 22 ans et y amasse, par son travail, un pécule de 1 800 francs,,,.

### Épicier et père de famille

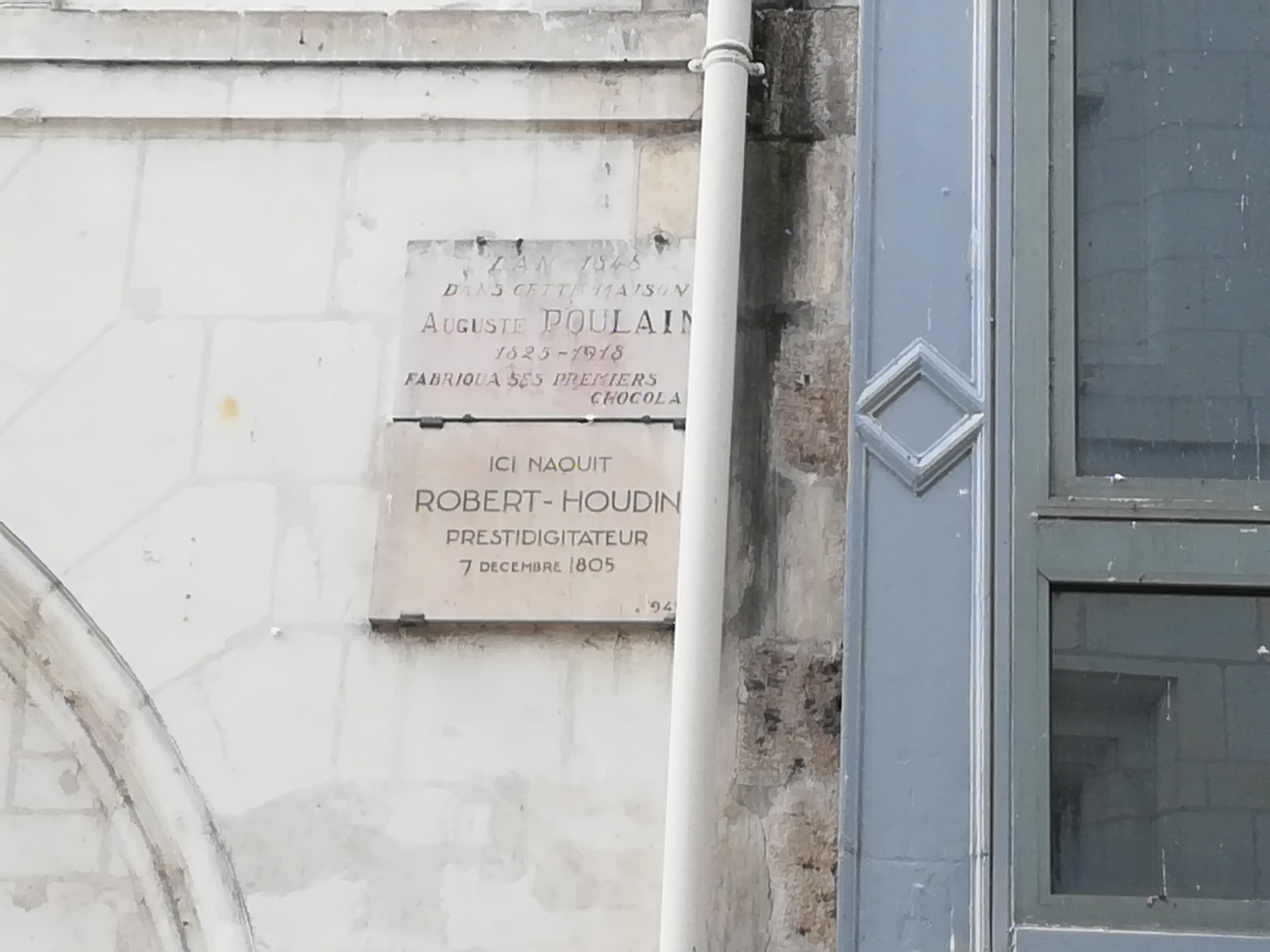
Plaques commémoratives dédiées à Victor-Auguste Poulain et Robert-Houdin, au no 4 de la rue Porte-Chartraine, à Blois.

Revenu à Blois en mai 1847, Victor-Auguste Poulain ouvre, le 24 juin suivant, sa propre épicerie, située à l'actuel no 4 de la rue Porte-Chartraine, dans la maison natale du prestidigitateur Jean-Eugène Robert-Houdin. La boutique est assez exiguë mais elle comporte une grande arrière-salle, qui s'ouvre sur une cour intérieure,,,,. Durant la même période, Victor-Auguste Poulain rencontre Pauline Bagoulard (1831-1864), une jeune orpheline qui habite quatre maisons plus loin, chez ses cousins, les merciers Paret,,. Les deux jeunes gens se marient à Bracieux le 20 janvier 1848, c'est-à-dire deux jours avant le début de la révolution qui met un terme à la monarchie de Juillet. Victor-Auguste Poulain est alors âgé de 23 ans et son épouse de 17 ans,,.
Sur les conseils de sa femme, Victor-Auguste Poulain crée, dès février 1848, sa propre marque de chocolat, alors qu'il n'est encore qu'un simple confiseur, soumis à la concurrence directe de quatre boutiques similaires à la sienne ainsi qu'à celle de la déjà célèbre entreprise Menier,,. Parallèlement, il embauche Jacques Jouanneau (1819-1897), un ouvrier de six ans son aîné qui reste à son service durant pas moins de trente-deux ans,. Pendant plusieurs années, les deux hommes fabriquent manuellement le chocolat, que Victor-Auguste Poulain vend, chaque matin, à la criée dans les rues de Blois pendant que Pauline dirige la boutique familiale,. 
Dès 1850, Victor-Auguste Poulain a recours à la réclame pour faire mieux connaître ses produits auprès des consommateurs. Il innove, à cette occasion, en rendant publique l'origine de ses fèves,,. Victor-Auguste Poulain et son épouse donnent par ailleurs naissance à trois enfants : Augustine (née le 16 décembre 1849), Albert (né le 6 février 1851) et Eugénie (née le 29 septembre 1855),.

### Mécanisation et industrialisation de la production

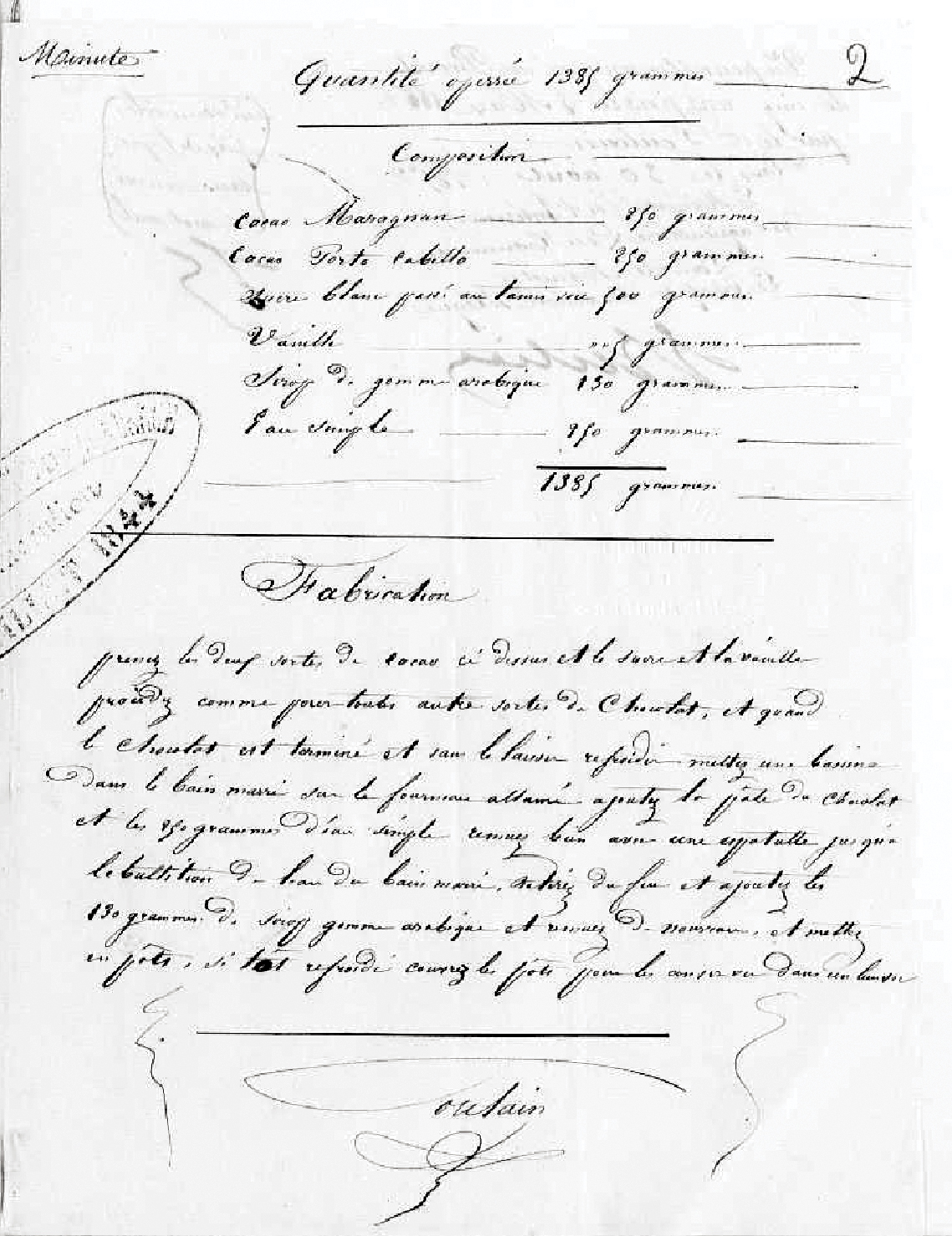
La recette brevetée par Poulain en mars 1852.

Afin de simplifier son travail et celui de Jacques Jouanneau, Victor-Auguste Poulain achète en 1851 une première machine à broyer le cacao, actionnée manuellement. Il ne s'agit donc pas du modèle Hermann dont il rêve, mais d'une simple machine Létang, au prix plus abordable,. Il embauche en outre deux nouveaux employés pour sa boutique et son atelier,. Cependant, pour accompagner cette croissance, le chocolatier est contraint de vendre les biens reçus en héritage de ses parents ainsi qu'une partie de la dot de son épouse. Il sous-loue, par ailleurs, le premier étage de la maison familiale afin d'économiser un maximum d'argent,.
Le 8 mars 1852, Victor-Auguste Poulain dépose un premier brevet pour une nouvelle préparation de chocolat,,,. Le 24 juin suivant, la famille déménage dans une plus vaste demeure, située au no 10 de la rue Porte-Chartraine. Pauline Poulain y dispose d'une grande boutique, qu'elle décore avec soin, et dans laquelle elle vend non seulement le chocolat de son époux mais aussi du thé, du café, des bonbons, des gâteaux et toutes sortes de liqueurs. Dans le prolongement de cette maison, Victor-Auguste Poulain installe, au no 3 de la rue du Lion-ferré, l'atelier de fabrication où il travaille avec ses ouvriers,,.
Conscient que le broyage manuel est de plus en plus vilipendé par la propagande hygiéniste,, Victor-Auguste Poulain demande, en 1853, aux autorités préfectorales l'autorisation d'installer une broyeuse à vapeur dans son atelier. Ce n'est toutefois qu'en 1855 qu'il est officiellement autorisé à passer au broyage industriel,. Dans les mêmes moments, il embauche un nouvel employé, son neveu Jérôme Ouvray (1836-1929), fils de sa sœur Geneviève,. Cependant, faute d'investisseur, le chocolatier est, une fois encore, obligé de rogner le patrimoine familial pour financer la croissance de son entreprise,.
Cela ne l'empêche pas de déménager, en 1857, une partie de sa production au no 44 de l'actuelle avenue de Verdun, dans le quartier du Sanitas. Victor-Auguste Poulain y loue la force motrice d'une fonderie afin de procéder à la torréfaction et au broyage du cacao, tandis que le conditionnement est maintenu en centre-ville,,. Cette décision permet au chocolatier de pouvoir apposer sur ses produits les mentions, alors très populaires, d'« usine au Sanitas » (1858) puis d'« usine à vapeur à Blois » (1861), sans avoir à supporter le coût d'un véritable établissement indépendant.

### Concurrence et reconnaissance

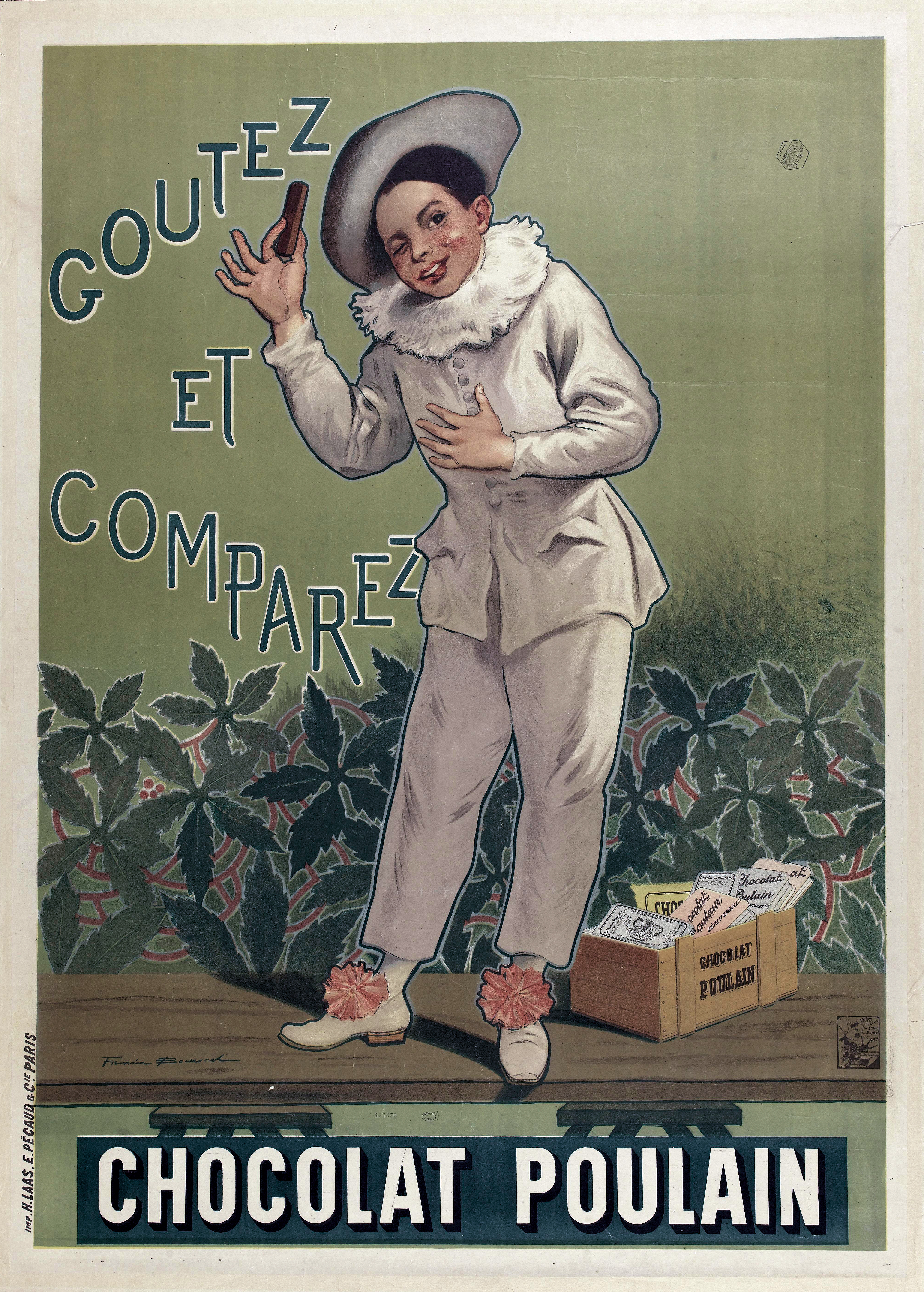
Affiche publicitaire de 1898 par Firmin Bouisset.

La croissance continue de la société Poulain, qui permet bientôt à son propriétaire de fournir d'autres épiceries que la sienne, ne tarde pas à susciter des imitations. En 1857, un confiseur blésois met ainsi en vente des friandises en chocolat qui copient, à moindre prix, les « bouchées impériales » inventées par Victor-Auguste Poulain en l'honneur de Napoléon III. Rendu furieux par ce procédé, le chocolatier répond par voie de presse et finit par en tirer un slogan publicitaire : « Goûtez et comparez avec les meilleures fabriques de France » (1861), bientôt réduit à « Goûtez et comparez » (1863),,. Il réalise ainsi ce que plusieurs auteurs considèrent comme la première campagne de réclame d'envergure nationale et la première utilisant la publicité comparative,. Le chocolatier décide en outre de ne mettre en vente ses nouveautés que huit jours avant Noël, délai trop court pour que ses concurrents puissent le copier,,.
En 1858, le travail de Victor-Auguste Poulain est couronné par une première médaille d'or à l'exposition industrielle de Blois. En 1859, il reçoit une médaille de bronze de la Société Philomathique de Bordeaux. En 1860, il obtient une médaille de bronze à l'exposition internationale de Besançon ainsi qu'une médaille d'argent que lui remet l'Académie nationale agricole, manufacturière et commerciale. En 1861, il gagne une médaille d'argent à l'Exposition nationale de Nantes et, en 1863, une autre médaille de bronze décernée lors de l'exposition de Nevers,,.

### L'usine de la Villette
En 1862, Victor-Auguste Poulain acquiert des terrains appartenant à l'ancien couvent des Capucins, entre la gare et le château de Blois,,,. C'est le début de l'usine de la Villette, dont l'empreinte marque durablement la mémoire des Blésois. Le terrain est rapidement doté d'un premier atelier de dressage, c'est-à-dire de mise en moule du chocolat,. Pour financer cette construction, dont le coût s'élève à 26 000 francs, Victor-Auguste Poulain propose une association à son plus ancien employé, Jacques Jouanneau, qui possède quelques biens dans le quartier de Villiersfins. Après le refus de ce dernier, qu'il regrette tout le reste de sa vie, la famille Poulain est contrainte de vendre le reste de la dot de Pauline.

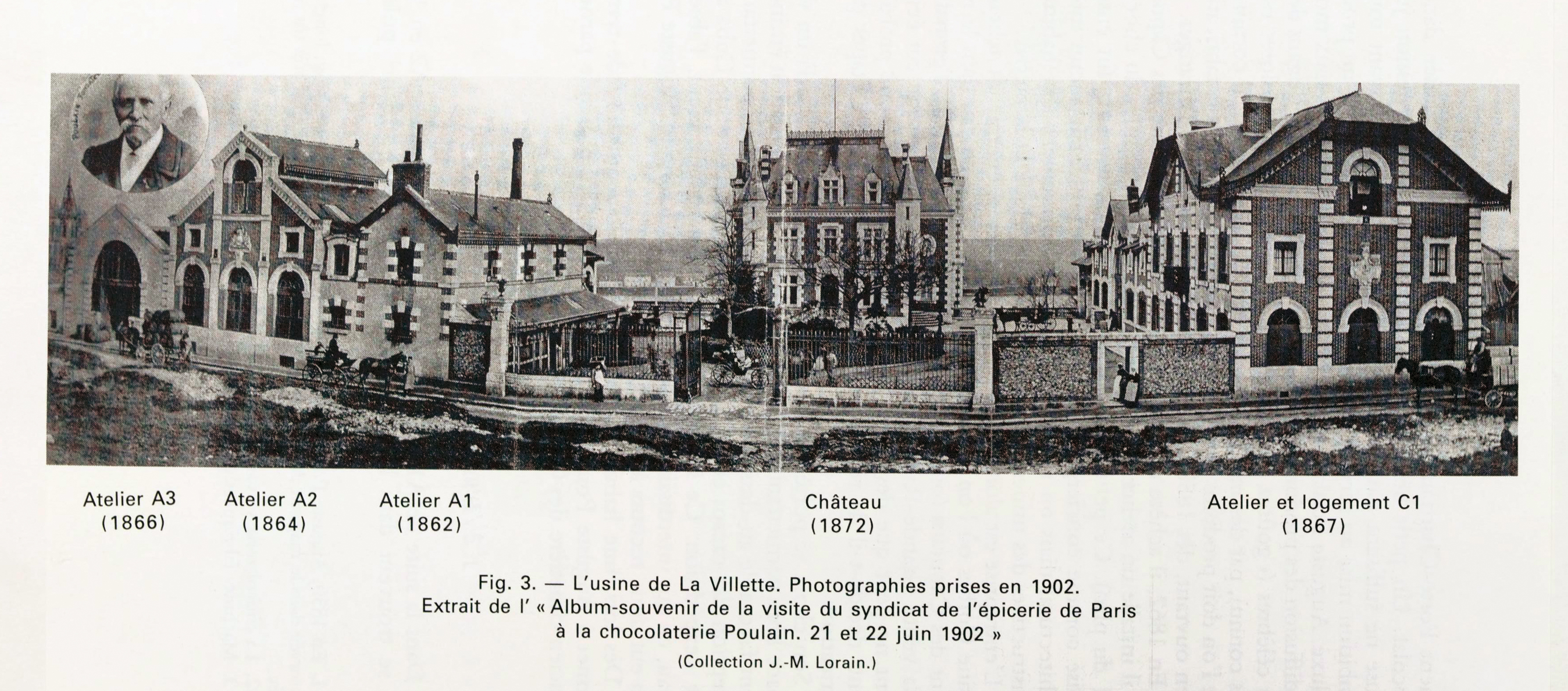
L'usine de la Villette, telle qu'elle se présentait en 1902.

En dépit de ces difficultés financières, Victor-Auguste Poulain lance, dès 1862, la construction d'un second bâtiment accolé au premier. Achevé en 1864, celui-ci accueille un ensemble de machines destinées à la torréfaction et au broyage du cacao, ce qui permet bientôt de réaliser toute la production de l'entreprise sur un même site,. Après l'acquisition de nouveaux terrains en 1865, un troisième bâtiment, destiné non seulement, comme le premier, au dressage du chocolat, mais aussi au triage du cacao, est édifié en 1866,,. 
En 1867, un quatrième édifice, installé en face des trois autres, abrite une salle de pliage et d'empaquetage, un magasin d'expédition et des bureaux,. À son côté, des remises et des écuries sont ensuite ajoutées, tandis qu'un tunnel, destiné à servir de refroidisseur, est creusé pour relier les deux groupes de bâtiments. Enfin, un jardin est aménagé autour des bâtiments et une volière, abritant des poules, des faisans, des perdrix grises et des tourterelles, vient égayer l'ensemble,.
Dans ces conditions, la production de l'entreprise explose : de 37 tonnes de chocolat fabriquées en 1860 dans l'atelier de la rue de Verdun, elle passe à 1 510 tonnes en 1880. Parallèlement, ses produits finis se diversifient, prenant la forme de croquettes, de bâtons, de napolitains, de cigares, de chocolat ferrugineux, de chocolat sans sucre, de « bouchées » de différents types et bien d'autres encore. Le nombre des employés augmente lui-aussi régulièrement puisqu'ils sont 22 en 1863, 28 en 1864 et 30 en 1872 sur le nouveau site. Fort de ces résultats, Victor-Auguste Poulain installe son premier magasin à Paris, au no 27 de la rue Neuve-des-Petits-Champs, en 1864,,.

### Réussite sociale et évolutions familiales

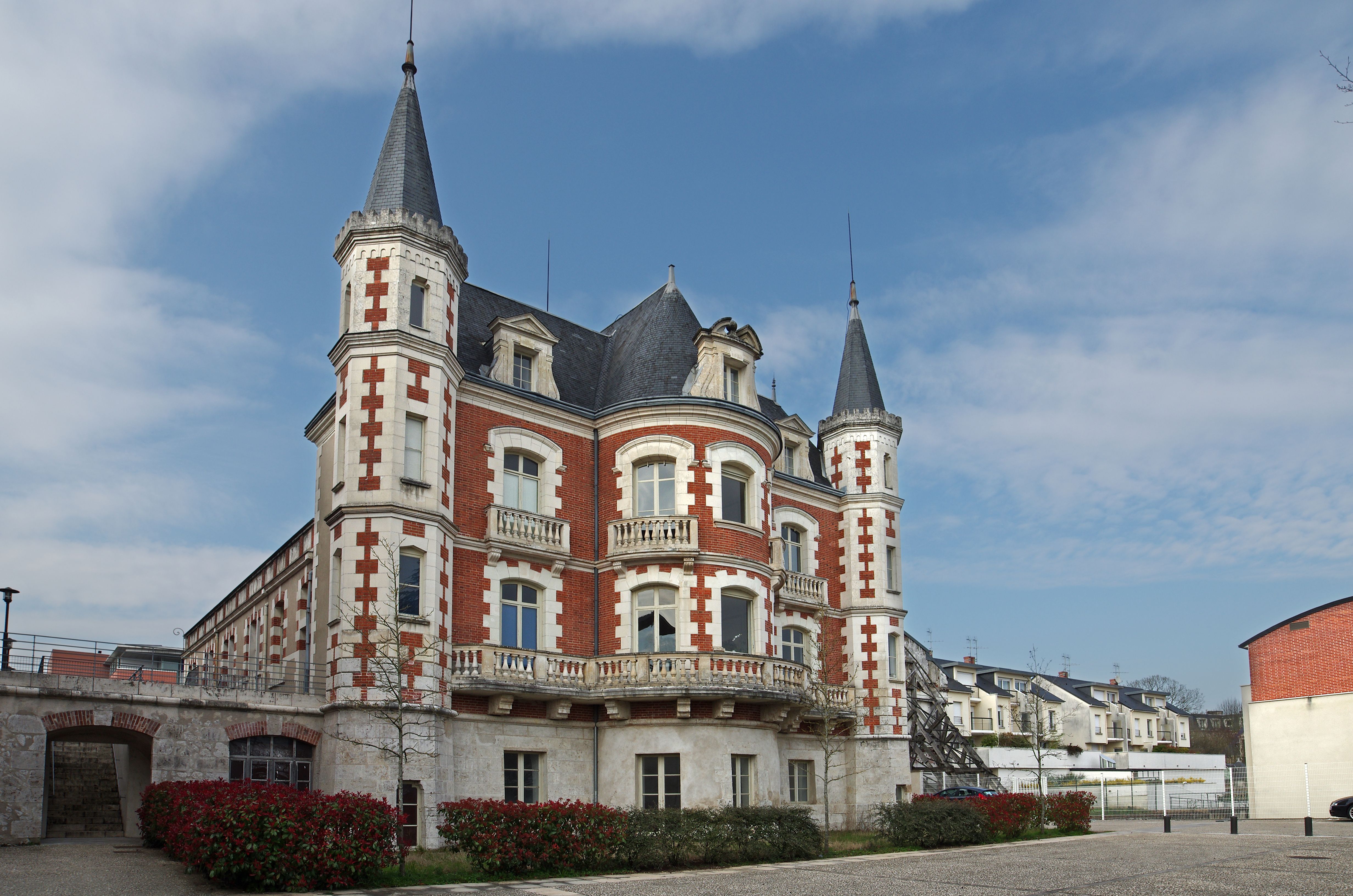
Le château de la Villette, vu côté Loire (2012).

Le 2 juillet 1864, Victor-Auguste Poulain perd sa femme Pauline, qui l'avait toujours secondé, des suites d'une maladie foudroyante,,. Peu de temps après, une cousine de celle-ci, Rosalie Paret (née Bagoulard), vient s'installer dans la maison familiale afin d'aider le chocolatier dans l'éducation de ses enfants, respectivement âgés de 15, 13 et 9 ans. Trois ans plus tard, le 25 juin 1867, sa fille aînée, Augustine, se marie. Elle reçoit alors en dot la boutique du no 10 de la rue Porte-Chartraine, qui devient en outre sa résidence personnelle. Un mois plus tard, Victor-Auguste Poulain épouse en secondes noces, à Montargis, Cécile-Félicité Dufour (1827-1884), dont il n'aura pas de descendance. Il déménage ensuite avec sa nouvelle épouse et ses deux plus jeunes enfants, Albert et Eugénie, dans un appartement aménagé à l'étage du quatrième bâtiment de l'usine.
Parallèlement, Victor-Auguste Poulain poursuit ses innovations. En 1864, il crée le « déjeuner universel », c'est-à-dire un chocolat à cuire qui peut être consommé sous différentes formes. En 1866, il a l'idée d'ajouter à ses bâtons de chocolat des images à collectionner . Un an plus tard, il remporte une médaille de bronze à l'exposition universelle de Paris pour l'invention d'un chocolat en feuille,,. En 1868, il reçoit une autre médaille d'argent à l'exposition maritime internationale du Havre. Enfin, en 1875, il reçoit un diplôme d'honneur lors de l'exposition industrielle de Blois.
Fort de ces succès, Victor-Auguste Poulain commande à l'architecte Edmond-Gustave Poupard (1828-1890) la construction d'un petit château qui témoigne de son ascension sociale. Bâti au milieu de l'usine de la Villette en 1871-1872, ce dernier occupe environ un tiers de sa superficie et coûte à son propriétaire la somme de 114 890 francs. Doté d'une cour d'honneur, qui donne sur la rue et les ateliers, et d'un jardin à la française, tourné vers la Loire, le château devient, dès 1872, la résidence principale du chocolatier et de sa famille,,,. Victor-Auguste Poulain n'en oublie pas pour autant le développement de sa société. Le 16 juillet 1871, il acquiert, à Chambon-sur-Cisse, un moulin à tan qu'il transforme en usine hydraulique pour la torréfaction, le broyage et le blutage du cacao. Un an plus tard, il remplace la machine à vapeur de 14 chevaux installée en 1864 à la Villette, par une nouvelle machine qui atteint les 50 chevaux.

### Engagement politique

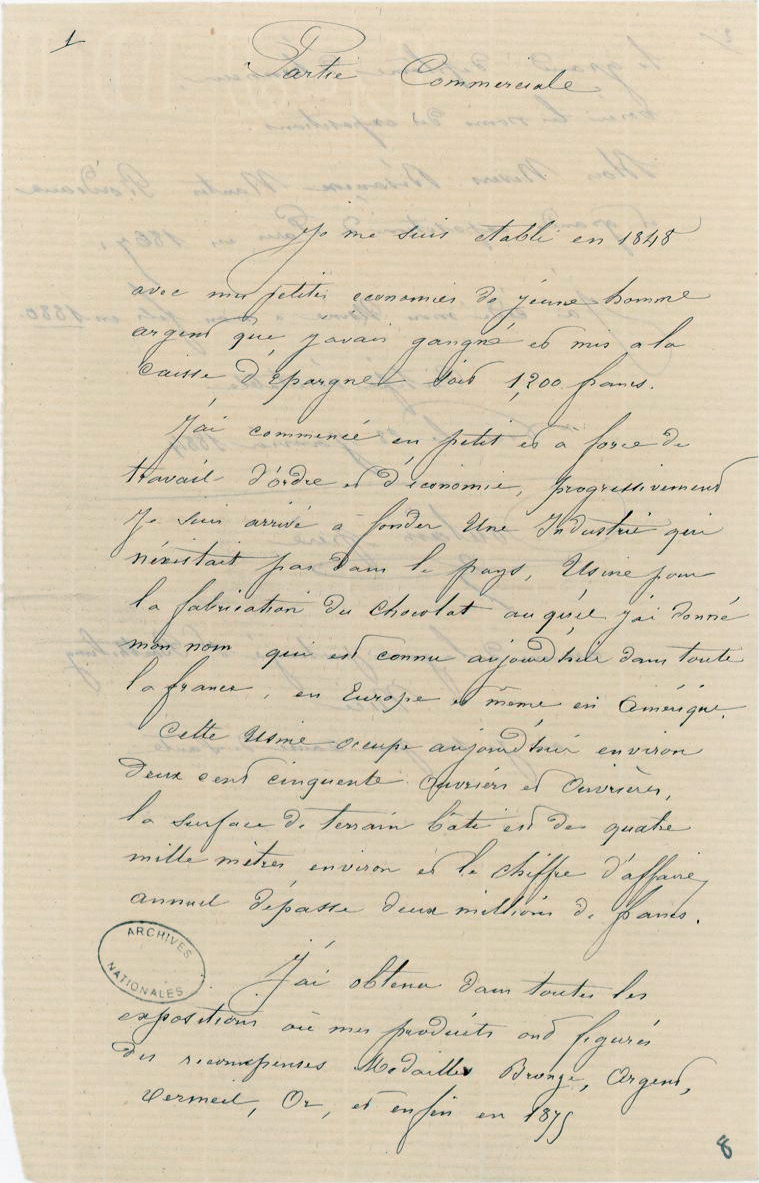
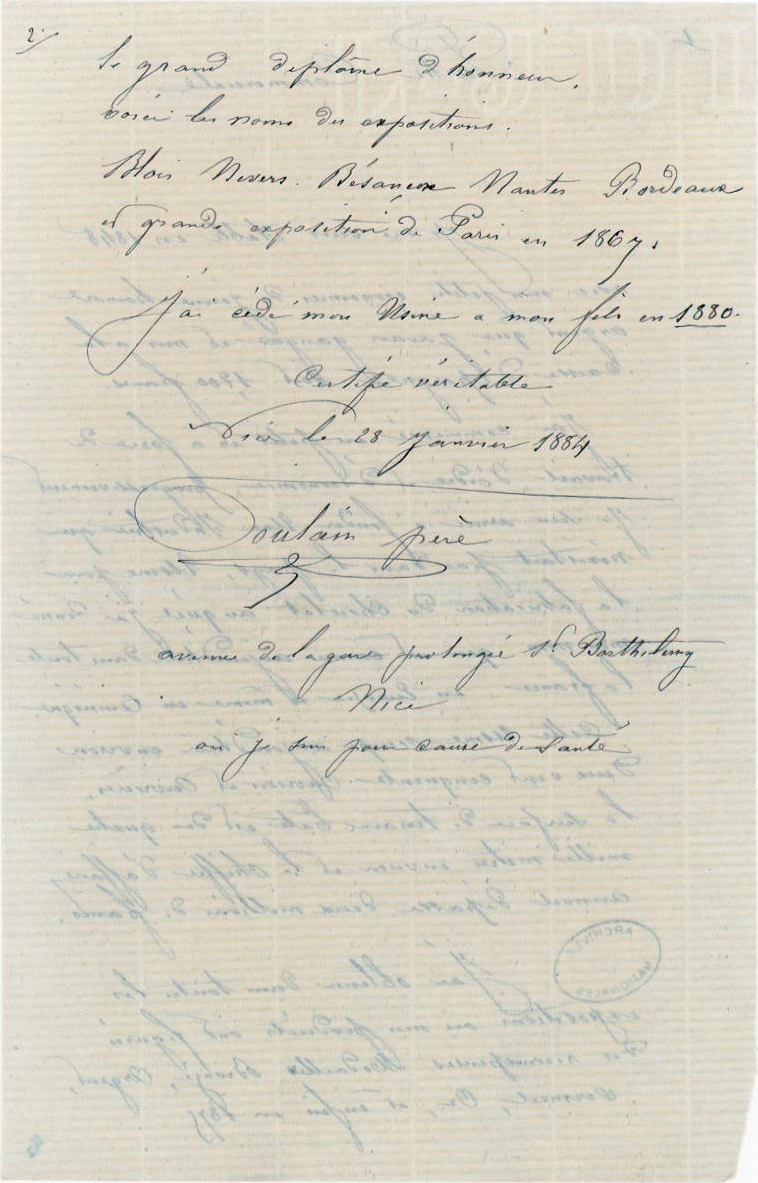

Longtemps monarchiste puis partisan du Second Empire, Victor-Auguste Poulain se convertit aux idées républicaines au moment de la guerre franco-prussienne de 1870. Nommé conseiller municipal de Blois après la proclamation de la République en septembre 1870, il conserve cette fonction jusqu'en 1884. Nommé adjoint du maire Sylvain Pousset-Pean, il négocie, avec ce dernier et le commissaire de police Boulay, le passage de la Loire par les troupes allemandes après le retrait de l'armée française du faubourg de Vienne. Peu de temps après, Pousset-Pean est arrêté par les forces d'occupation et Victor-Auguste Poulain devient maire par intérim. Dans les semaines qui suivent, il est emprisonné à deux reprises à cause de sa résistance face aux exigences allemandes. Cela ne l'empêche pas d'être nommé, par les plus hauts imposés de Blois, membre de la commission chargée de négocier avec le préfet allemand Von Schoen au sujet des 900 000 francs d'indemnité de guerre exigés par le prince Frédéric-Charles de Prusse à la ville,,. 

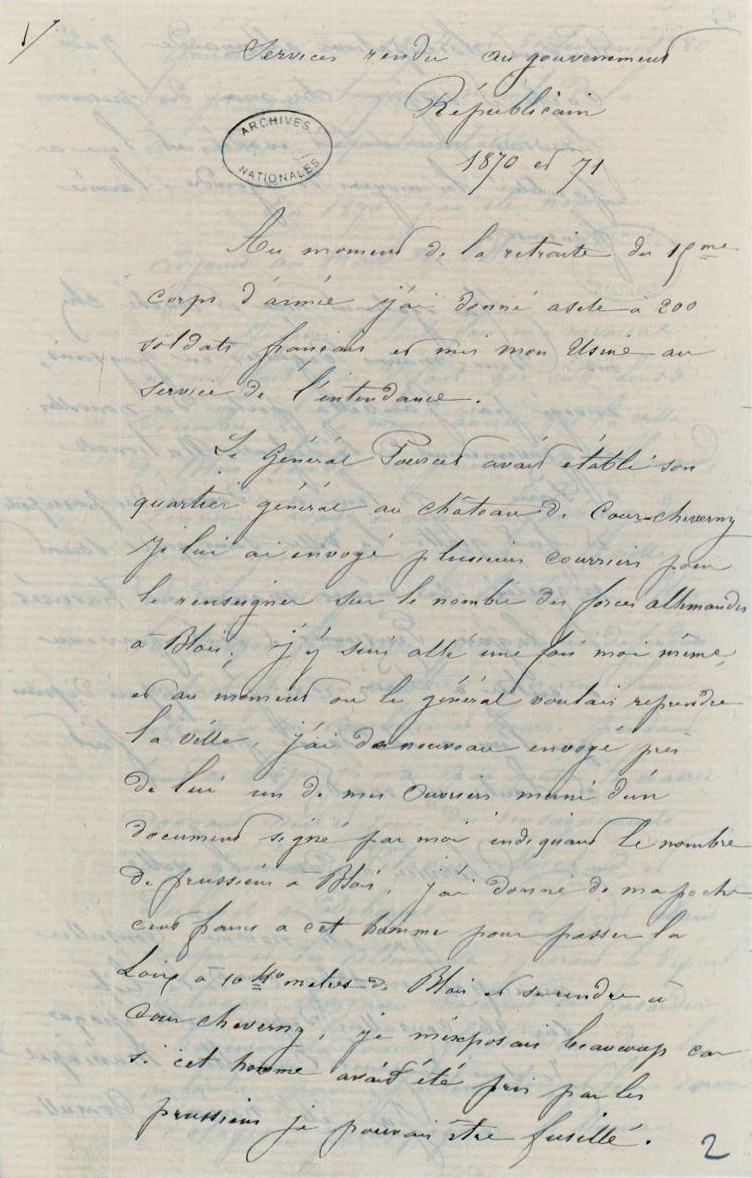
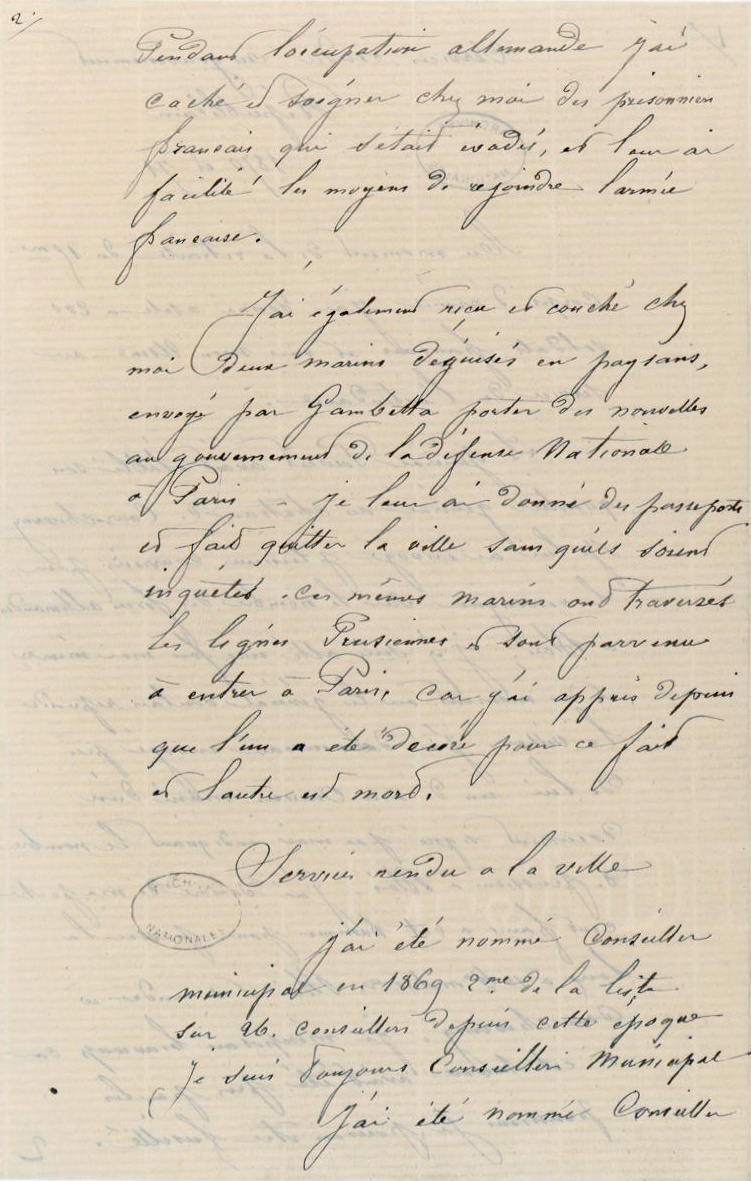
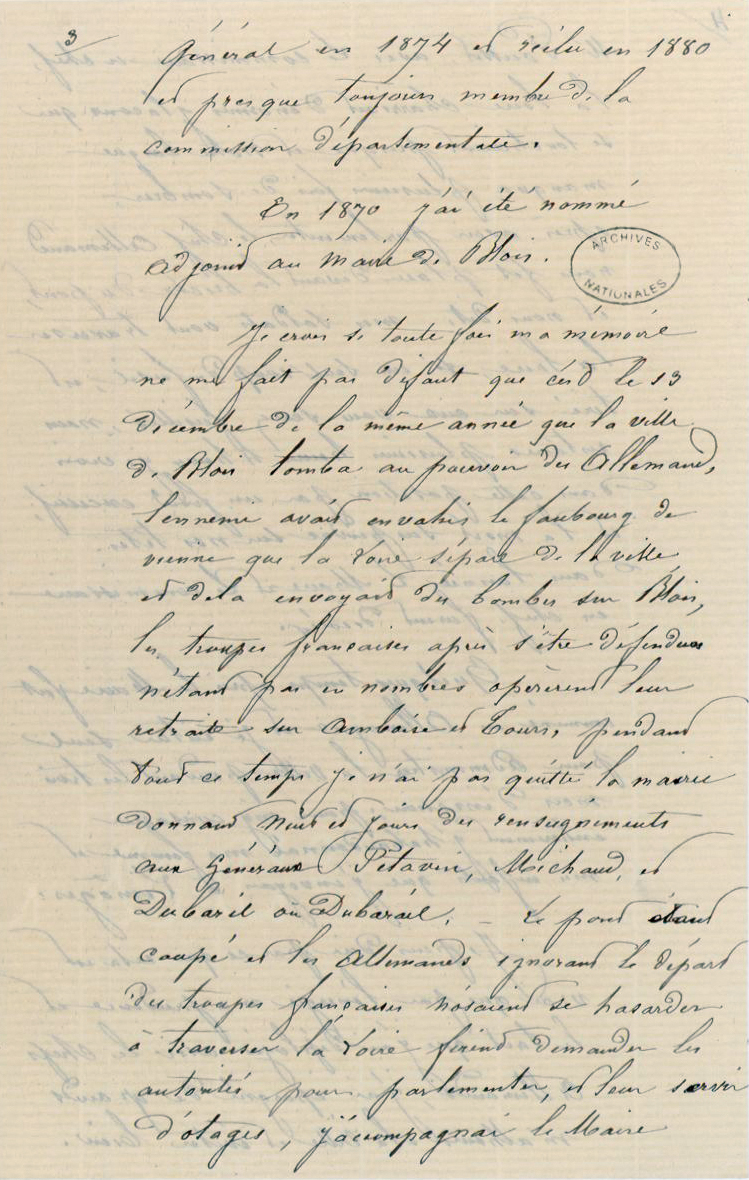
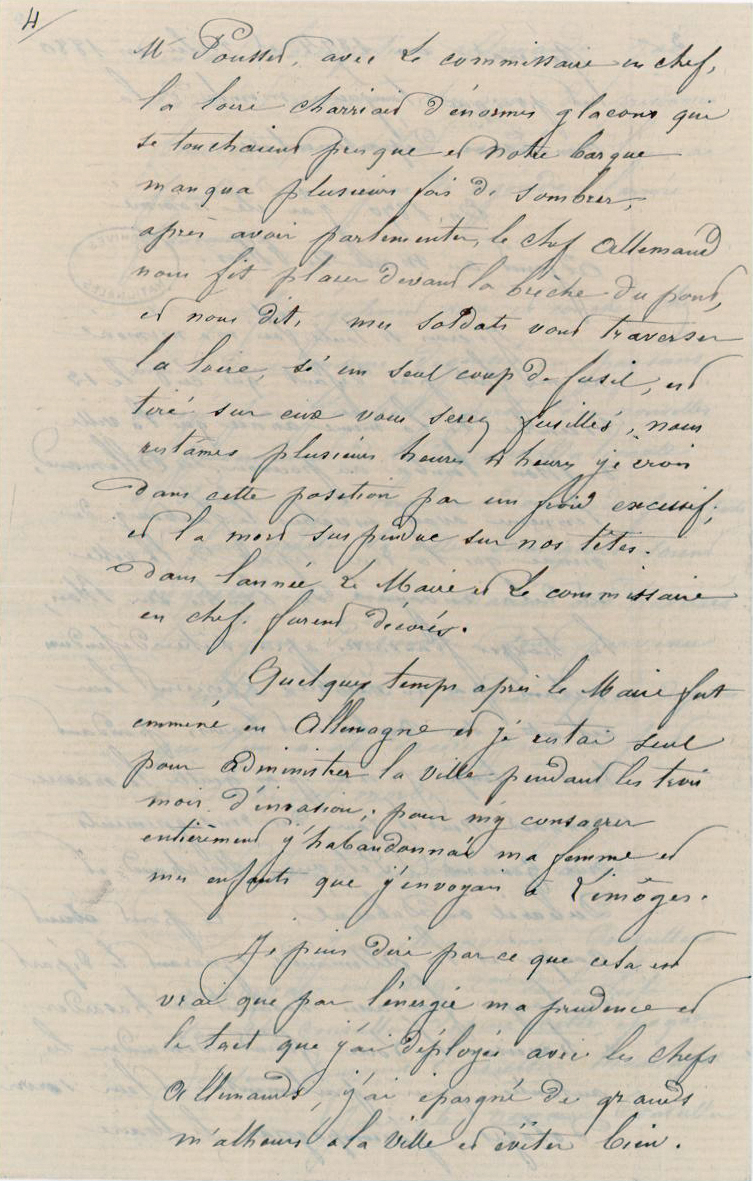
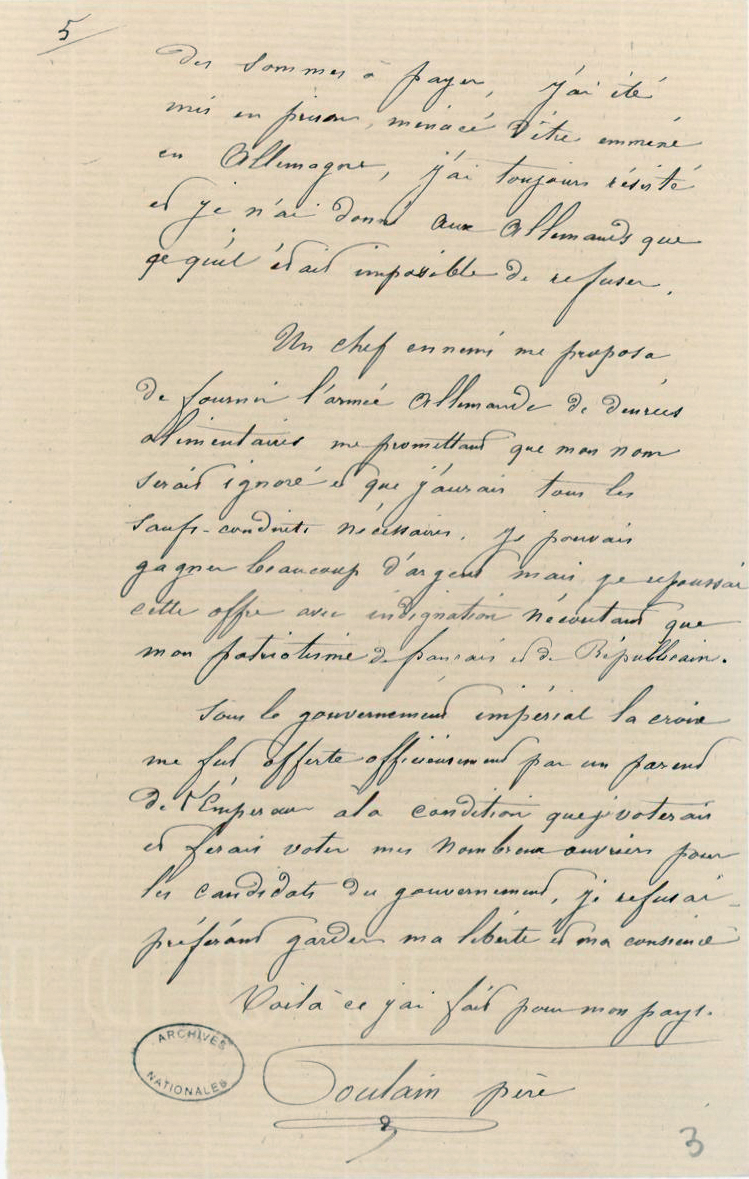

Après cette première expérience politique, Victor-Auguste Poulain est élu, sous la bannière des républicains conservateurs, conseiller d'arrondissement de Blois-ouest en 1872. Deux ans plus tard, il devient conseiller général du canton d'Herbault, fonction qu'il conserve jusqu'en 1886,,. Dans ces conditions, Victor-Auguste Poulain prend, en 1874, la décision d'associer à la direction de la société, son fils Albert, qui travaille à l'usine de la Villette depuis 1866,,. Cependant, la collaboration entre les deux hommes s'avère bientôt difficile, le père étant de tempérament prudent et circonspect quand le fils se montre fougueux et énergique. C'est la raison pour laquelle Victor-Auguste Poulain abandonne définitivement les rênes de l'entreprise en 1880,,. À l'époque, sa compagnie possède déjà des entrepôts et des magasins à Paris, Bordeaux, Marseille, Lyon, Alger, Alexandrie et Londres et son fils continue à la faire prospérer pendant plusieurs années.

### Éloignement de l'entreprise et dernières années

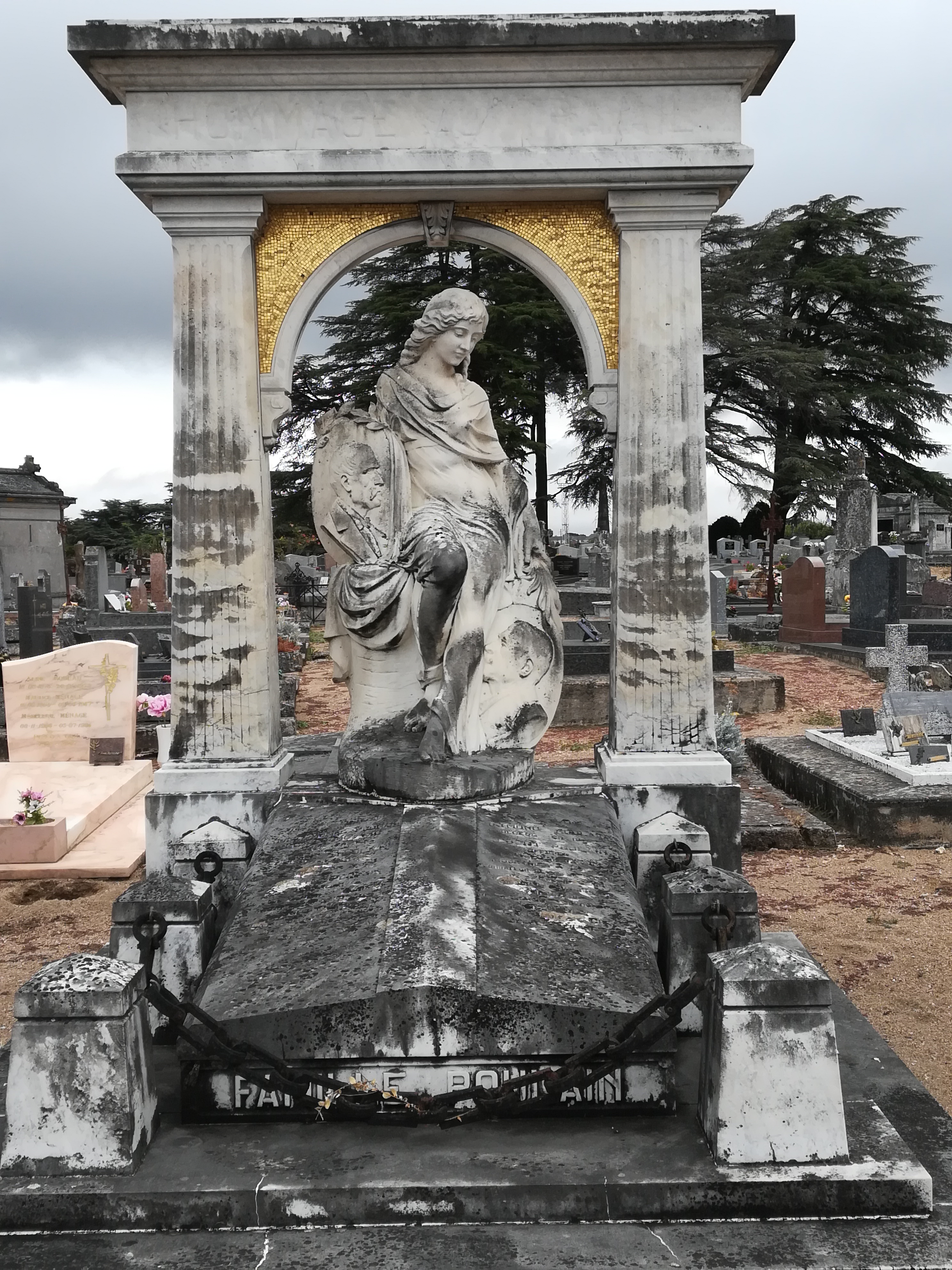
Tombe de Victor-Auguste et Albert Poulain, au cimetière de Blois.

Après son retrait de l'entreprise, Victor-Auguste Poulain partage sa vie entre le château de la Villette, dont il conserve l'usage jusqu'à sa mort, et la villa Denis-Papin, qu'il se fait construire dans le faubourg Saint-Barthélémy, à Nice,. Quand il ne se consacre pas au modelage ou à la peinture à l'huile, l'ancien chocolatier passe de longs moments avec ses petits-enfants dans ses vignes du quartier des Grouëts, à Blois,. Le 8 janvier 1884, il est nommé chevalier de la Légion d'honneur à l'initiative du ministre du commerce,. Quelques mois après, il perd sa seconde épouse, qui meurt à la Villette le 22 mai, à l'âge de 57 ans.
En 1893, Albert Poulain prend la décision d'ouvrir le capital de la société familiale, afin d'y faire rentrer de l'argent frais et de réaliser ainsi de nouveaux investissements. En 1896, il vend ses parts de la compagnie à ses associés, Georges Bénard, Léon Renard et Georges Doliveux. Dans ces conditions, Victor-Auguste Poulain choisit de se séparer des locaux de l'entreprise, qui étaient restés en sa possession au moment où son fils en prenait la direction, mais conserve en location son château et ses jardins. En dépit des apparences, Victor-Auguste Poulain maintient des liens étroits avec les nouveaux dirigeants de la société qui porte son nom. En 1898, il participe ainsi à l'inauguration du Fram, un bateau à vapeur inventé pour acheminer à Blois le cacao venu de Nantes. Il préside par ailleurs régulièrement les dîners auxquels l'entreprise convie des hôtes de marque. Le 13 août 1904, un buste de Victor-Auguste Poulain est inauguré dans la cour d'honneur de l'entreprise,.
Dans la nuit du 7 au 8 juillet 1918, un incendie ravage une partie de la chocolaterie Poulain. Présent dans son château au moment de l'événement, Victor-Auguste Poulain est évacué par une ambulance de l'armée américaine, alors stationnée près de la gare. Fortement affecté, il décède deux semaines plus tard, le 30 juillet 1918, à 11 h,,,. Après des funérailles à l'église Saint-Nicolas, sa dépouille est inhumée au cimetière de Blois-ville le 2 août. Enfin, vers 1927, un nouveau monument funéraire vient remplacer celui édifié sur sa tombe en 1918. Montrant une renommée arborant les portraits de Victor-Auguste et d'Albert Poulain, il peut toujours être observé aujourd'hui.

## Film documentaire
- La Belle histoire du chocolat Poulain de Éric  Bitoun, Skopia Films, 5 juillet 2016, 53 min (ASIN B01EIN7GCY).